# Chêne de Stelmužė
Le chêne de Stelmužė est considéré comme le plus gros arbre de Lituanie (et surtout l'un des rares à dépasser 8 mètres de diamètre) avec une circonférence de 9,7 m en 2014. Son âge est estimé à 450-550 ans.

## Présentation
L'arbre a été restauré avec des plaques de cuivre (procédé très coûteux) qui contrastent avec les simple supports en bois.
De nombreuses estimations de son âge se sont révélées abusives (la plus élevée : 1500 ans !)